# 木山裕策
木山 裕策（きやま ゆうさく、1968年10月3日 - ）は、日本の歌手。愛称は細シャ､細魚。

## 人物
2008年2月に歌手活動を開始する。壮年になってからプロの歌手活動であった。それ以降、2019年迄は、会社員との“2足の草鞋”として活動していた。
勤務先が広告関連の出版社で、求人サイト中の広告を担当する部署の課長だった為、歌手活動は週末限定で行っていた。妻と実子4人(全員男子)が居る。憧れの歌手は、ビリー・ジョエル。
小説家の薬丸岳とは、日本脚本家連盟ライターズスクールの同期生で、偶然隣の席になったことから親しくなり、親交が続いている。
2019年12月より事務所から独立し、相前後して大阪市から東京都東久留米市に転居。以後は地元を中心に歌手活動と講演活動を中心とした生活を送っている。

## 略歴

### デビュー前
1968年、高校教師の父と美容師の母の間に生まれる。父親は広島の出身。大阪府立大手前高等学校を経て、大阪外国語大学外国語学部スペイン語専攻（現・大阪大学外国語学部）に入学し、大学時代にバンドを結成し、ボーカルを担当。ビリー・ジョエルを好んで歌った。プロ志望を断念し、シナリオライターを目指しながらアルバイト生活をするも挫折し、会社員となる。
2004年頃、左側の甲状腺に悪性腫瘍が見つかり、全摘出手術を受ける。手術の際に声帯と繋がる神経（反回神経）を傷つけてしまう可能性があり、もし無事に手術が終わり、声が出るように回復すれば、歌手という夢へ挑戦することを決意する。その後、手術は無事成功し、声は残った。手術後、リハビリによって歌を歌えるまでに回復し、自分の声をCDに残して子供たちに聞かせたいと熱望するようになる。
2007年、日本テレビ系『歌スタ!!』に出演し、平井堅の「瞳をとじて」、さらに追試でビリー・ジョエルの「Piano Man」を歌唱し、番組においてウタイビトハンター（審査員）として参加していた多胡邦夫の目に留まる。後に楽曲「home」を制作し、番組内で最終プレゼンテーションを行うが、不合格。その時点でメジャーへの道を諦めようとするも、多胡の説得を受け、フルコーラスで仕上げた2度目のプレゼンテーションによってデビューが決定する。

### デビュー後
2008年2月6日、シングル「home」でtearbridge_recordsからメジャー・デビュー。同年12月31日の『第59回NHK紅白歌合戦』に初出場する。
2016年、レコード会社をユニバーサル ミュージックに移籍。移籍後第1弾アルバム『F 守りたい君へ』を3月2日に発売。「home」の続編となる新曲「旅立ち～home2016～」他、カバー楽曲を収録。ディスクジャケットには佐々木健介と彼の長男の後ろ姿を撮影したものが使用されている。
医療関係の講演活動も積極的に行っており、2019年には朝日新聞社が運営する「ネクストリボン〜がんとの共生社会づくりを目指して〜」プロジェクトのテーマ曲「幸せはここに」をリリース。
2020年1月、レコード会社をキングレコードに移籍。同年内に4枚のアルバムを発表。歌手活動と講演活動を中心とした生活を送る。
2020年6月、カバーアルバム『ラヴ&メモリーズ』リリース（キングレコード）。村下孝蔵の「初恋」、尾崎豊の「OH MY LITTLE GIRL」など1980年代を中心とする名曲のカバーに加え、初めて作詞・作曲を手掛けた「STAR ROAD〜星へ続く道〜」を収録。同年12月に童謡・唱歌・愛唱歌をテーマにしたアルバム『月〜美しき日本の抒情歌』『花〜麗しき日本の愛唱歌』を2枚同時リリース（キングレコード）。同月30日、"由紀さおり 安田祥子 featuring 木山裕策"名義によるコラボレーション・アルバム『家族の愛に包まれて』もリリース（ユニバーサルミュージック）。2021年から安田ファミリーとしてのコンサート活動を開始することを発表。

## その他・エピソード
2018年にリリースしたシングル「手紙」の歌詞は、両親への感謝の気持ちを綴ったものである。
歌手活動は週末のみで平日は会社員として働いていたが、2010年秋に「子供と過ごす時間を増やしたい」理由で残業の少ない会社に転職をした（2019年に退職）。
2021年12月29日に放送された千鳥の鬼レンチャンでは、Mr.シャチホコが木山裕策のモノマネでhomeを歌ったところ、見た目も激似だと話題に。それから、木山裕策とシャチホコが、『どちらが本物の木山か』という展開になっていく。
同番組のレギュラー第1回（2022年5月1日放送）では、シャチホコに加え、本人が初出演した。ところが、シャチホコにレンチャン数で負けてしまい、本人が痩せ型であることをいじって『細いシャチホコ→細シャ』というあだ名になってしまう。シャチホコの自己最高記録である8レンチャンを超え、9レンチャンを達成できれば『木山裕策』名義を奪還できるとされた。
その後同番組での歌唱中、最後のロングトーンでしゃがんだことが「魚釣りのようだ」と言われ、あだ名が細シャから『細い魚→細魚（ほそぎょ）』となった。番組の出演者の登録名を細魚（ほそぎょ）名義で登録されるという事態にまで発展し、「やりすぎだ」とツッコミが入ることもあった。
FNS27時間テレビ 鬼笑い祭に出演予定だったが落選し、2023年8月27日にシャチホコとのタッグモード挑戦が放送された際は、細魚（さより）の被り物をつけ、細魚（ほそぎょ）名義で出演した。その後、2024年4月21日放送回で無事に9レンチャンを達成し、木山裕策名義を奪還できた。
しかし、翌2025年4月27日放送回でまたしても木山裕策名義を剥奪されてしまい、新たなあだ名は『スティーブ魚ズ』に決まった。

## 作品

### シングル
1. home（2008年2月6日発売）／規格品番：NFCD-27078B（DVD付初回限定盤）[7]NFCD-27079（通常盤）[8]NFSD-27089（コンパクトカセット：2008年4月16日発売）[9]
2. I believe／永遠（2009年8月26日発売）／規格品番：NFCD-27221[10]
  - テレビ東京系アニメ『スキップ・ビート!』エンディングテーマ
  - BeeTVドラマ『40女と90日間で結婚する方法』主題歌
3. 手紙（作詞・作曲：多胡邦夫 2018年5月2日発売）／規格品番：UICZ-5096[11]
4. 幸せはここに（配信限定：2019年2月4日）[12]

### アルバム
1. Memorial（2009年2月11日発売）／規格品番：NFCD-27160[13]
2. うたおうか〜親子で歌う童謡vol.1（2010年11月16日発売）／規格品番：AQC1-50544[14]
3. F 守りたい君へ（2016年3月2日発売）／規格品番：UICZ-4342[4]
4. ラヴ&メモリーズ（2020年6月10日発売）／規格品番：KICS-3924[15]
5. 月〜美しき日本の抒情歌（2020年12月16日発売）／規格品番：KICS-3963[16]
6. 花〜麗しき日本の愛唱歌（2020年12月16日発売）／規格品番：KICS-3964[17]
7. ホーム&ライヴス（2021年3月10月発売）／規格品番：KICS-3974[18]
8. ニッポンの四季の詩 ベスト〜キング・ベスト・セレクト・ライブラリー2021〜（2021年5月12月発売）／規格品番：KICW-6555[19]

### ミニ・アルバム
1. WAIT FOR YOU 〜今の僕に出来る事〜（2008年10月8日発売）／規格品番：NFCD-27131B（DVD付初回限定盤）[20]NFCD-27131（通常盤）[21]
  - ＃1「WAIT FOR YOU」：日本テレビ系『歌スタ!!』2008年10月度オープニングテーマ
  - ＃2「ありがとう」：テレビ愛知・テレビ東京系『トミカヒーロー レスキューフォース』エンディングテーマ
  - ＃3「hello」：関西テレビ『こどものうた』2008年9月度マンスリーソング
2. 木山と木山 〜夢のディナーショー（2023年4月26日）／企画品番：KICS-4103
  - Mr.シャチホコとのユニット「木山裕策・Mr.シャチホコ」名義
  - ＃1「Welcome to 木山」：オリジナルオープニング曲
  - ＃2「淋しい熱帯魚」：Winkのカバー
  - ＃3「愛は勝つ」：KANのカバー
  - ＃4「3年目の浮気」：ヒロシ&キーボーのカバー
  - ＃5「幸せの隠し味」オリジナル楽曲。歌：Mr.シャチホコ / コーラス：木山裕策
  - ＃6「home」：セルフカバー

### その他の作品
- 童子-T「RAP X COVER」（2012年12月5日発売）
  - 7.HOME feat 木山裕策
- 家族の愛に包まれて（2020年12月30日発売）／規格品番：UPCY-7702/3[5]
  - 由紀さおり 安田祥子 featuring 木山裕策　名義
- 箸やすめ〜青春・卒業・恋 シャイニー&ハーモニー（2021年9月8日発売）／規格品番：KICS-4020[22]
  - CHOPSTICKS（木山裕策&新沢としひこ）名義

### 書籍
- home 家族と歌が僕を守ってくれた（2008年7月24日発売、光文社刊）

## 出演番組

### テレビ
- 歌スタ!!（2007年、日本テレビ）
- 第59回NHK紅白歌合戦（2008年12月31日、NHK総合・ラジオ第1）
- 行列のできる法律相談所（2017年・2020年・2022年、日本テレビ）
- 千鳥の鬼レンチャン（2022年5月1日・9月25日・2023年4月16日・8月27日[23]・2024年4月21日、フジテレビ）
- FNS27時間テレビ 鬼笑い祭（2023年7月23日、フジテレビ）（｢細魚｣名義で出演）

### ラジオ
- MUSIC ARK（2008年10月19日、TOKYO FM）
- Changeの瞬間 〜がんサバイバーストーリー〜 （2020年11月8日・15日、朝日放送ラジオ）[24]